# Cnidoscolus aculeatissimus
Cnidoscolus aculeatissimus là một loài thực vật có hoa trong họ Đại kích. Loài này được (Mart.) Fern.Casas mô tả khoa học đầu tiên năm 2002.